# アレクサンドル・チチコフ
アレクサンドル・チチコフ（ロシア語: Александр Чичков、ラテン翻字：Alexander Chichkov）は、旧ソビエト連邦の男性フィギュアスケートアイスダンス選手。1988年世界ジュニア選手権優勝。パートナーはパーシャ・グリシュク。

## 経歴
シングルスケーターから転向したパーシャ・グリシュクとカップルを結成し、1986-1987年シーズンの世界ジュニア選手権で2位となる。翌1987-1988年シーズン、オーストリアのブリスベンで行われた世界ジュニア選手権で優勝を果たした。しかし、体調を崩しパーシャ・グリシュクとのカップルを解散し引退した。

## 主な戦績
| 大会/年       | 1986-87 | 1987-88 |
| ------------- | ------- | ------- |
| 世界Jr.選手権 | 2       | 1       |